# Choi Seou
Choi Seou (bis 2012 Choi Yong-jik) (* 3. Dezember 1982 in Gunsan) ist ein ehemaliger südkoreanischer Skispringer. Er war wie alle Profiskispringer aus Südkorea für den Skiclub High1 Resort tätig.

## Werdegang
Choi sprang vor allem im Continental Cup, wo er 2005 auch ein Springen in Brotterode gewinnen konnte. Auf der dortigen Inselbergschanze hält er seither mit 123,5 Metern auch den Schanzenrekord. Insgesamt gelangen ihm vier Podestplatzierungen und in der Gesamtwertung der Saison 2004/05 ein 24. Platz als sein bestes Ergebnis.
Im Weltcup ist Choi weniger erfolgreich. Nur viermal erreichte er die Punkteränge: erstmals 1999 am Bergisel, zuletzt 2015 als 29. in Oslo. Sein bisher bestes Ergebnis erreichte er 2007 als 25. in Klingenthal. Mit der südkoreanischen Mannschaft wurde er zudem 2002 Achter in Sapporo.
Choi Seou nahm von 1998 bis 2018 an allen Olympischen Winterspielen teil. Damit nahm er bisher sechsmal an Olympischen Winterspielen teil. Dies waren die Spiele 1998 in Nagano, 2002 in Salt Lake City, 2006 in Turin, 2010 in Vancouver, 2014 in Sotschi und 2018 in Pyeongchang in seinem Heimatland. Seine besten Ergebnisse im Einzel erreichte er als 34. 2002 und 2014 von der Normalschanze und im Mannschaftsspringen als Achter 2002.
Chois erfolgreichste Weltmeisterschaft war die WM von 2005 in Oberstdorf, als er 22. im Einzelspringen und 10. im Mannschaftsspringen von der Normalschanze wurde. Zudem schaffte er einen 29. Platz bei der Skiflug-Weltmeisterschaft von 2000 in Vikersund. Bei den Winter-Universiaden 2003 im italienischen Tarvisio und 2009 im chinesischen Yabuli gewann er mit der südkoreanischen Equipe jeweils die Goldmedaille im Mannschaftswettbewerb. 2007 hatte er bei den Studenten-Wettkämpfen in Pragelato von der Normalschanze und im Mannschaftswettbewerb jeweils den zweiten Rang belegt. Bei den Winter-Asienspielen 2003 im japanischen Aomori konnte er mit der südkoreanischen Mannschaft den Titel gewinnen. 2011 im kasachischen Almaty konnte er mit der Mannschaft den dritten Platz belegen. Dasselbe gelang auch sechs Jahre später bei den Winter-Asienspielen 2017 in Sapporo.
Ende März 2021 gab Choi sein Karriereende bekannt.

## Persönliches
Choi spricht außer Koreanisch auch Deutsch. Er ging auf die High School und ist Student an der Korea National Sport University.

## Erfolge

### Continental-Cup-Siege im Einzel
| Nr. | Datum            | Ort        | Typ         |
| --- | ---------------- | ---------- | ----------- |
| 1.  | 12. Februar 2005 | Brotterode | Großschanze |

## Statistik

### Weltcup-Platzierungen
| Saison  | Platz | Punkte |
| ------- | ----- | ------ |
| 1998/99 | 101.  | 01     |
| 2006/07 | 072.  | 11     |
| 2014/15 | 082.  | 02     |

### Grand-Prix-Platzierungen
| Saison | Platz | Punkte |
| ------ | ----- | ------ |
| 2000   | 57.   | 01     |
| 2006   | 66.   | 10     |
| 2007   | 30.   | 72     |
| 2008   | 72.   | 07     |
| 2015   | 58.   | 33     |
| 2018   | 75.   | 04     |
| 2019   | 67.   | 03     |

### Continental-Cup-Platzierungen
| Saison  | Platz | Punkte |
| ------- | ----- | ------ |
| 1996/97 | 182.  | 030    |
| 1997/98 | 201.  | 026    |
| 1998/99 | 119.  | 098    |
| 1999/00 | 105.  | 116    |
| 2000/01 | 111.  | 072    |
| 2001/02 | 153.  | 048    |
| 2002/03 | 113.  | 044    |
| 2003/04 | 077.  | 046    |
| 2004/05 | 024.  | 346    |
| 2005/06 | 041.  | 145    |
| 2006/07 | 075.  | 056    |
| 2007/08 | 149.  | 003    |
| 2008/09 | 126.  | 015    |
| 2009/10 | 115.  | 011    |
| 2010/11 | 091.  | 029    |
| 2011/12 | 091.  | 029    |
| 2012/13 | 107.  | 060    |
| 2013/14 | 096.  | 049    |
| 2015/16 | 085.  | 067    |
| 2016/17 | 113.  | 041    |
| 2017/18 | 084.  | 063    |
| 2019/20 | 119.  | 026    |